# Great Ocean Road
Great Ocean Road er en 243 kilometer lang vejstrækning opført på Australian National Heritage List, der følger Australiens sydøstlige kyststrækning mellem byerne Torquay og Warrnambool i delstaten Victoria.
Vejen blev opført af hjemvendte soldater mellem 1919 og 1932, og er verdens længste krigsmindesmærke; dedikeret til de omkomne under 1. verdenskrig. Vejen er en vigtig turistattraktion i området, og den snor sig gennem varierende terræn langs kysten, og giver adgang til adskillige prominente landmærker; herunder de nationalt betydningsfulde kalkstensformationer de tolv apostle.